# Angel Parrish
Angel Marie Brooks-Parish, (apellido de soltera: Brooks) es un personaje ficticio de la serie de televisión australiana Home and Away, interpretada por la actriz Melissa George del 30 de marzo de 1993 hasta el 30 de agosto de 1996.

## Biografía
Angel llega por primera vez a la bahía luego de huir de su casa, inmediatamente después de su llegada se mete en problemas con varios de los residentes de Summer Bay y termina vendiéndole a Shane Parrish boletos falsos para el concierto de "Frente!", finalmente cuando Shane la encuentra esta le paga de vuelta lo que gastó en los boletos.
Angel comienza a vivir en la calle pero cuando desarrolla una infección es hospitalizada, poco después Damian Roberts, el amigo de Shane intenta convencer a su tutora Pippa King-Ross de que la acepte en la casa sin embargo Pippa le dice que no puede ya que no tiene un cuarto extra. Poco después el director de la escuela Donald Fisher le ofrece un cuarto a Angel y esta acepta y pronto se muda con Donald y Shane quien también vivía con él, aunque al inicio Angel y Shane tiene constantes enfrentamientos finalmente comienzan a llevarse bien y terminan saliendo, aunque al inicio ambos deciden esconder su relación de Donald este descubre la verdad cuando los ve besándose. Poco después Angel se hace buena amiga de Sarah Thompson.
Cuando Shane va a visitar a su hermano Nick Parrish como una experiencia de trabajo en la estación de policía de Yabbie Creek entra en os archivos de Anfel y descubre que había tenido un hijo Dylan, a los 14 años el cual había entregado la custodia a su padre Paul Harris y la abuela, Anne Harris. Esto ocasiona que su relación pase por problemas pero con la ayuda de Nick, Shane decide apoyar a Angel y ayudarla a encontrar a su hijo el cual finalmente recupera. Aunque al inicio a Shane se le dificulta formar una relación con Dylan finalmente lo logra y poco después le propone matrimonio a Angel y ella acepta.
Varios meses después antes de la boda Angel mientras cruzaba la calle es atropellada accidentalmente por Alf Stewart lo que la deja paralizada por lo que Angel tiene que usar silla de ruedas por un tiempo, Angel intenta forzarse para recuperarse y volver a caminar pero no resulta lo que la deja devastada al pensar que nunca pueda caminar de nuevo. Aunque Shane le propone posponer la boda hasta que se mejore, Angel le dice que no y finalmente el día de su boda aunque cojeando y con el apoyo de Donald logra caminar por el pasillo. 
El matrimonio va bien por un tiempo hasta que Shannon Reed comienza a desarrollar sentimientos por Shane y se ofrece a cuidar de Dylan, Shannon intenta besar a Shane pero cuando este la rechaza Shannon molesta miente y le empieza a decir a varios de los residentes que ella y Shane mantenían una aventura, a pesar de que Shane intenta decirle a Angel la verdad esta no le cree y destrozada decide irse de la casa con Dylan y se suben a un avión junto a la maestra Teresa Lynch, sin embargo el avión tiene un accidente y los tres se pierden por un tiempo, cuando Shane se entera desesperado sale a buscar a Angel y a Dylan y finalmente encuentran a los tres vivos. Shannon sintiéndose culpable por lo sucedido finalmente le dice a Angel que todo lo que dijo acerca de Shane era mentira, Angel y Shane regresan. Angel se disculpa por no haber confiado en él y su amistad con Shannon se distancia. Cuando Paul intenta vengarse de Angel secuestrando a Dylan, Shannon logra rescatarlo y su amistad con Angel se restablece.
Poco después Dylan es diagnosticado con leucemia, Angel desesperada por salvar a su hijo le propone a Paul tener otro hijo para que este pueda salvar a Dylan donándole médula ósea, sin embargo el plan no sigue cuando Angel descubre que estaba embarazada de Shane. Después de que Dylan se sometiera a una quimioterapia extensa logra recuperarse. 
Dunrate Navidad Shane es atropellado por un motociclista y dejado por muerto, cuando lo encuentran es llevado al hospital donde es sometido a cirugía, aparentemente Shane se recupera de sus lesiones pero cuando Angel y Shane deciden ir a un pícnic en Headland para celebrar su aniversario Shane comienza a sentirse mal y termina desmayándose, Angel angustiada y desesperada trata de ayudarlo sin éxito y le pide a los turistas que llamen a una ambulancia, sin embargo aunque Shane es llevado al hospital muere debido a una septicemia causada por un pequeño corte en su mano ocasionado luego de que lo atropellaran, lo que deja a Angel destrozada e incapaz de enfrentar la muerte de Shane.
Un mes más tarde durante una tormenta Angel es incapaz de ir al hospital debido a las inundaciones y a que el puente había desaparecido por lo que Shannon y su novio Alex Bennett intentan llevarla a la casa de Pippa pero se ven atrapados por las inundaciones, sin embargo son ayudados por un motociclista no identificado quien los lleva a través de la selva y pronto llegan a la casa donde Angel termina dando a luz a su hija a quien llama en honor a su padre, Shane Parrish, Jr con la ayuda de Pippa, Shannon y Alex. En la casa Angel les dice que está convencida de que fue el espíritu de Shane el que los guio a la casa y finalmente encuentra consuelo por su muerte. Poco después forma una fuerte relación con Pippa cuyo esposo, Michael Ross había muerto ahogado durante la inundación mientras intentaba salvar a Sam Marshall.
Cuando Simon Broadhurst un hombre rico de Inglaterra llega a la bahía comienza a investigar acerca del accidente que le causó la muerte a Shane y pronto descubre que el oficial y sargento de la policía Chris Hale quien había apoyado a Angel después de la muerte de Shane había sido el responsable, Chris es arrestado y Angel le agradece a Simon por su ayuda. Poco después Simon le revela que está enamorado de ella pero Angel le dice que no estaba lista para una relación y que era muy pronto, por lo que Simon decide irse y regresar a Inglaterra.
Poco después Summer Bay es golpeado ahora por un terremoto que termina destruyendo la casa, Angel queda devastada al ver el hogar que había construido con Shane había desaparecido, el incidente ocasiona que Angel comience a cuestionarse si permanecía en la bahía.
Cuando Simon regresa Angel decide que la vida es muy corta y le confiesa que lo ama, ambos deciden irse a Inglaterra con Dylan y Shane Jr. y Angel se despide de sus amigos y visita por última vez la tumba de Shane. Cuando Simon regresa a finales de 1999 para ayudar a Donald a recaudar dinero para el tratamiento de su hijo Byron quien había sido diagnosticado con cáncer le dice que todavía está con Angel.